# Expédition 53 (ISS)
Insigne de la mission
Équipage de l'expédition 53
Chronologie
Expédition 52 Expédition 54
L'expédition 53 est le 53e roulement de l'équipage permanent de la Station spatiale internationale. Il a débuté en septembre et s'est conclu en décembre 2017. L'astronaute américain Randolph Bresnik en est le commandant.

## Équipage
| Rôle               | Première partie (3 au 12 septembre 2017)    | Seconde Partie (septembre à décembre 2017)      |
| ------------------ | ------------------------------------------- | ----------------------------------------------- |
| Commandant         | Randolph Bresnik NASA 2e vol spatial        | Randolph Bresnik NASA 2e vol spatial            |
| Ingénieur de vol 1 | Serguei Riazanski, Roscosmos 2e vol spatial | Serguei Riazanski, Roscosmos 2e vol spatial     |
| Ingénieur de vol 2 | Paolo Nespoli ESA 3e vol spatial            | Paolo Nespoli ESA 3e vol spatial                |
| Ingénieur de vol 3 |                                             | Alexandre Missourkine, Roscosmos 2e vol spatial |
| Ingénieur de vol 4 |                                             | Mark T. Vande Hei, NASA 1er vol spatial         |
| Ingénieur de vol 5 |                                             | Joseph Acaba, NASA 3e vol spatial               |

## Déroulement de l'expédition
L'expédition 53 démarre avec le désamarrage du Soyouz MS-04 le 2 septembre 2017, qui ramène les membres de l'expédition 52 Fyodor Yourchikhine, Jack Fischer et Peggy Whitson. Elle est complétée le 13 septembre 2017 avec l'arrivée de 3 nouveaux occupants, Aleksandr Misourkine, Mark VandeHei et Joseph Acaba.
L'équipage accueille les cargos Dragon CRS-12 le 17 septembre et Progress MS-07 le 14 octobre. Trois sorties extravéhiculaires (EVA) américaines sont effectuées les 5, 10 et 20 octobre par Randy Bresnik, Mark Vande Hei et Joe Acaba pour des entretiens divers du bras robotique Canadarm 2, des caméras extérieures et du module Destiny.

## Galerie

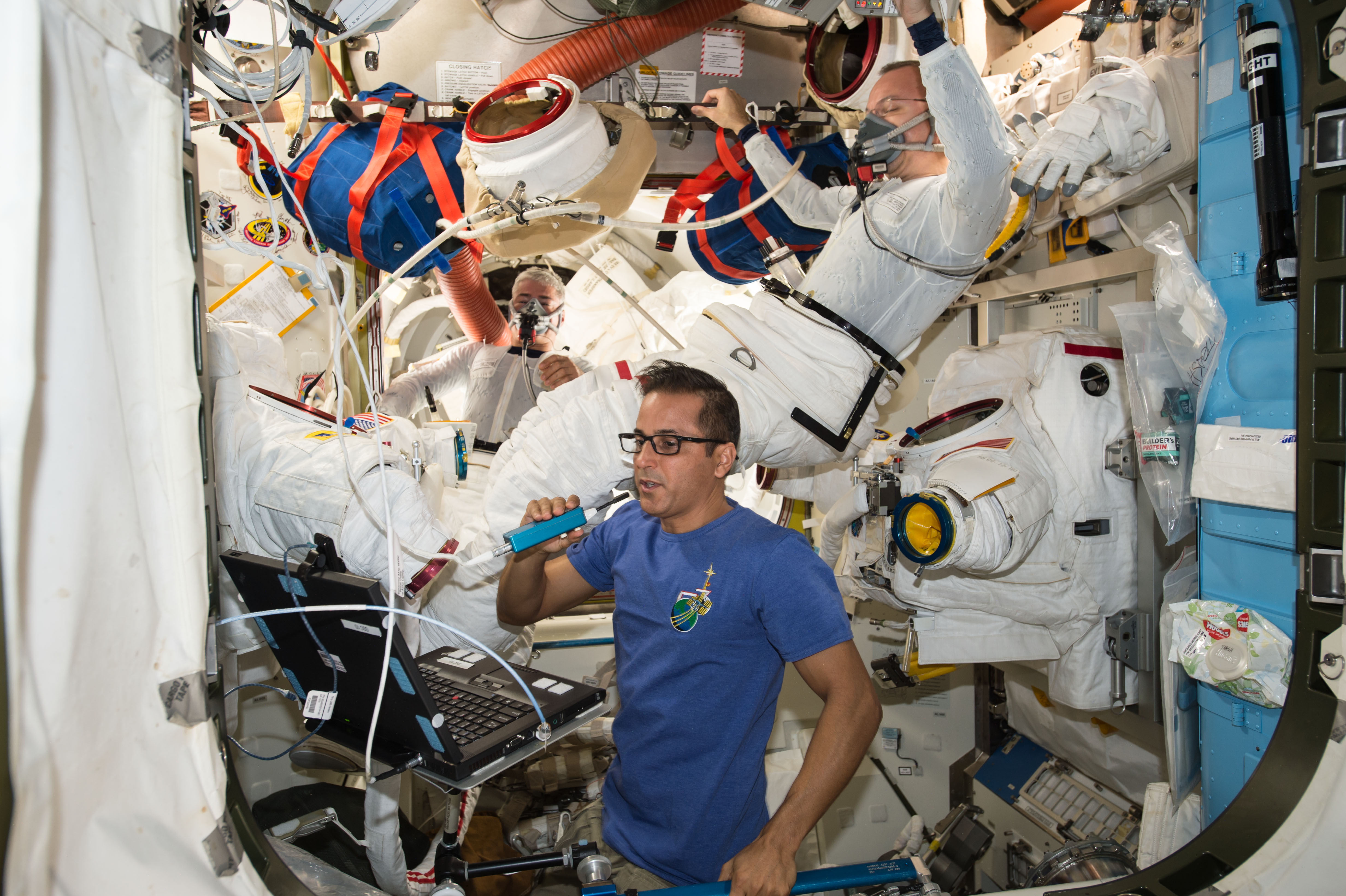
Avant la deuxième EVA américaine, Acaba assiste ses collègues Bresnik et Vande Hei dans le sas Quest de la station
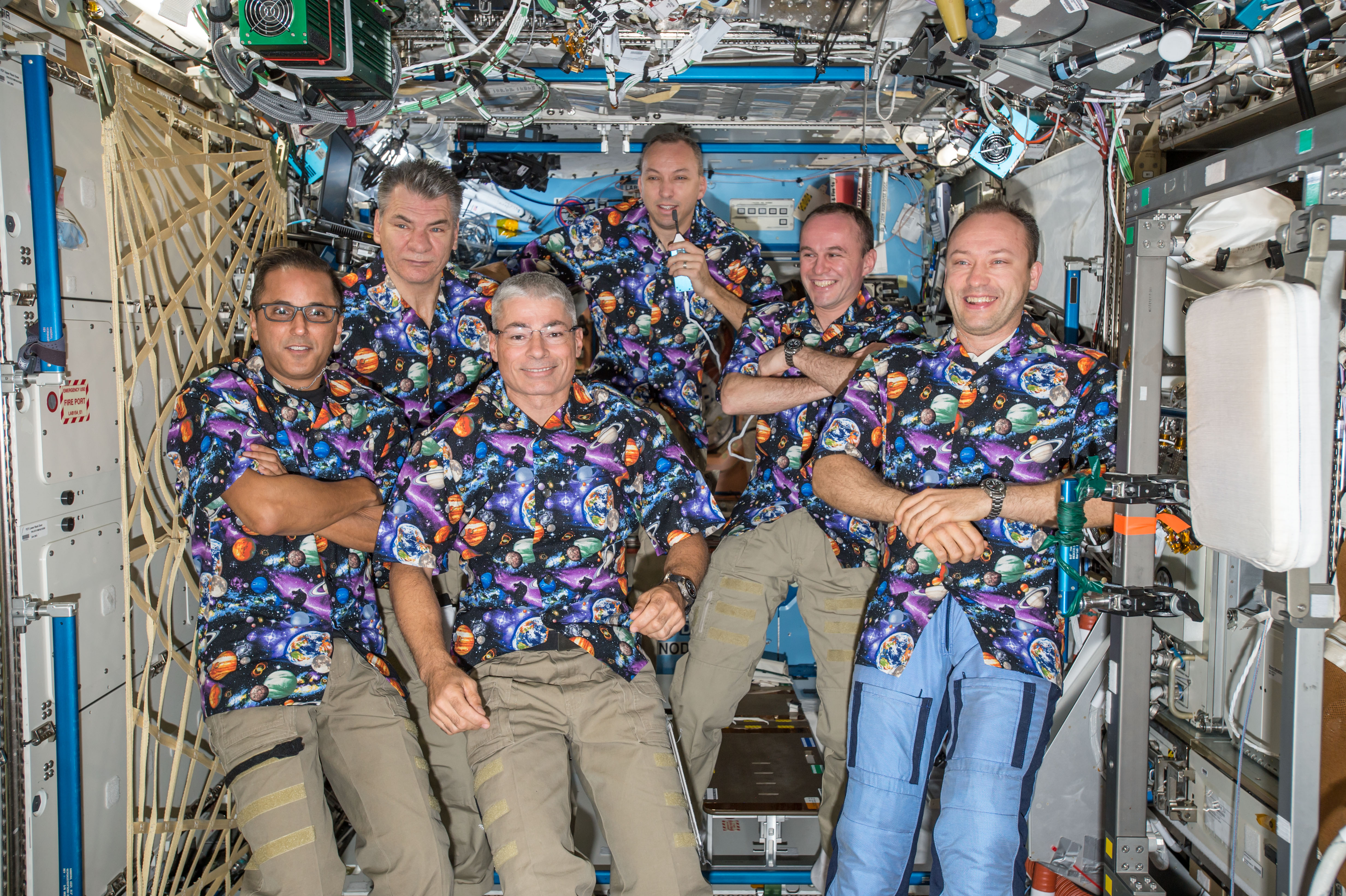
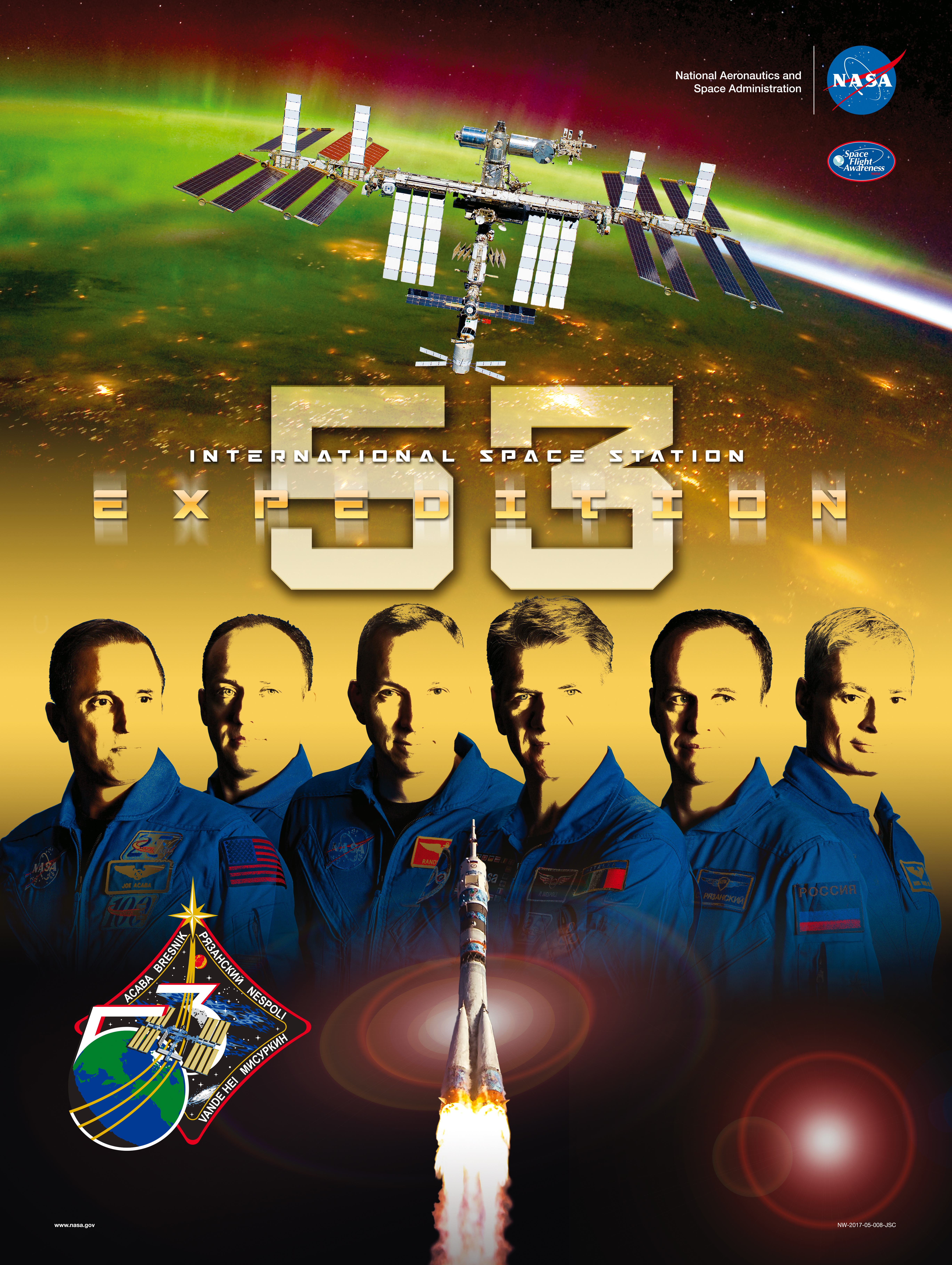
Poster de l'équipage